# Zeslandentoernooi 2002 (mannen)

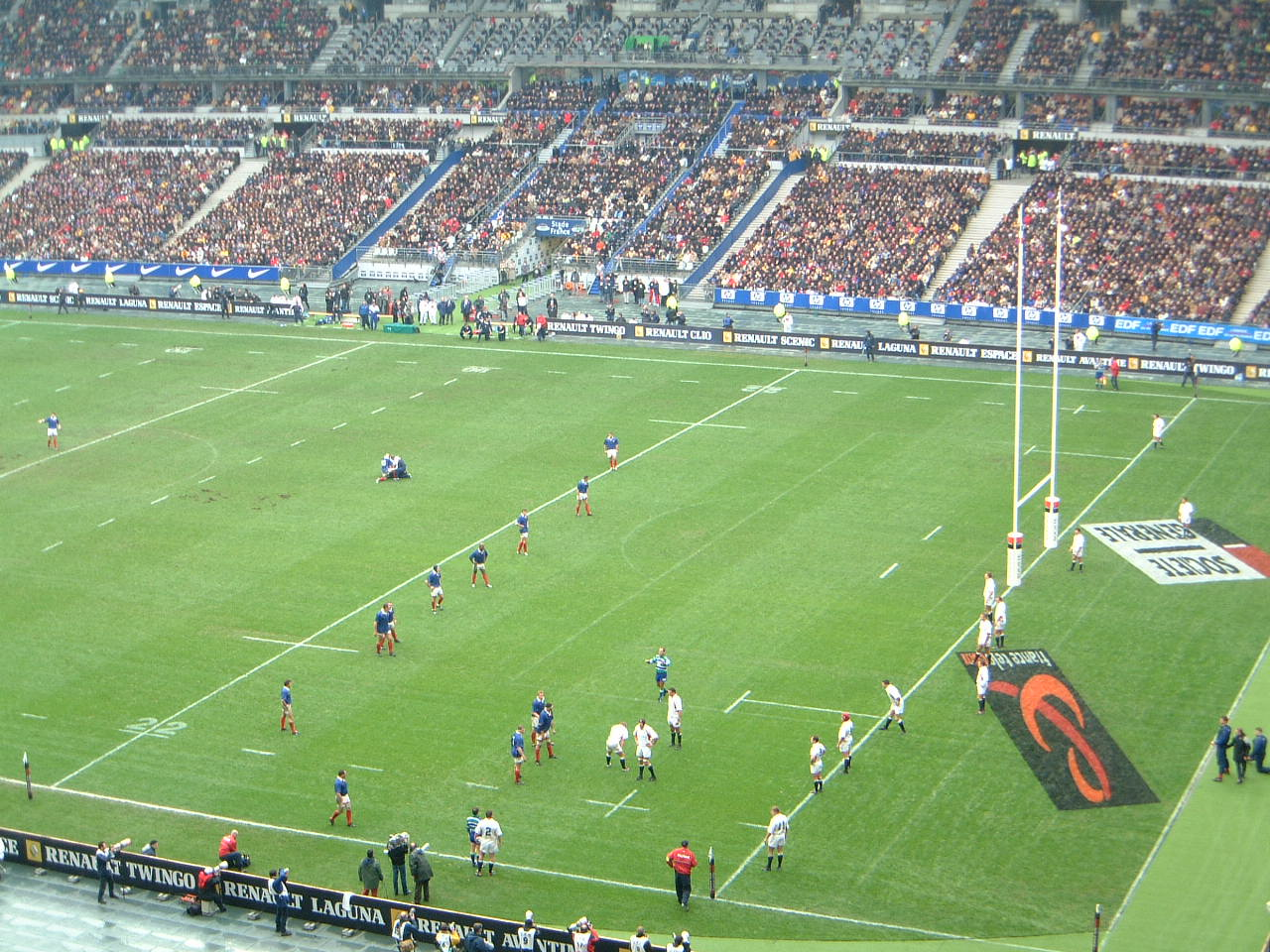
beeld van de wedstrijd Frankrijk-Engeland

Het Zeslandentoernooi voor mannen van de Rugby Union in 2002 werd gespeeld tussen 2 februari en 7 april. Winnaar werd Frankrijk, met een grand slam (alle wedstrijden gewonnen). Dit was de zevende grand slam van Frankrijk in de historie het zeslandentoernooi.
Doordat Engeland van zowel Ierland, Schotland als Wales won, veroverden ze de Triple Crown en dus ook de Calcutta Cup en Millennium Trophy.

## Deelnemers
De zes vaste deelnemers speelden hun thuisduels in de volgende stadions.
| Land      | Stadion            | Plaats      | capaciteit |
| --------- | ------------------ | ----------- | ---------- |
| Frankrijk | Stade de France    | Saint-Denis | 80.000     |
| Wales     | Millennium Stadium | Cardiff     | 75.500     |
| Engeland  | Twickenham         | Londen      | 75.000     |
| Schotland | Murrayfield        | Edinburgh   | 67.500     |
| Ierland   | Lansdowne Road     | Dublin      | 49.000     |
| Italië    | Stadio Flaminio    | Rome        | 25.000     |

## Eindstand
| Land      | Wed | Win | Gel | Ver | Saldo     | +/−  | Ptn |
| --------- | --- | --- | --- | --- | --------- | ---- | --- |
| Frankrijk | 5   | 5   | 0   | 0   | 156 - 75  | 81   | 10  |
| Engeland  | 5   | 4   | 0   | 1   | 184 - 53  | 131  | 8   |
| Ierland   | 5   | 3   | 0   | 2   | 145 - 138 | 7    | 6   |
| Schotland | 5   | 2   | 0   | 3   | 91 - 128  | -37  | 4   |
| Wales     | 5   | 1   | 0   | 4   | 119 - 188 | -69  | 2   |
| Italië    | 5   | 0   | 0   | 5   | 70 - 183  | -113 | 0   |

## Uitslagen
De vermelde tijden zijn allemaal lokale tijden.

### Eerste ronde
| Datum             | Wedstrijd            | Uitslag |
| ----------------- | -------------------- | ------- |
| 2 februari, 16:00 | Schotland - Engeland | 3 - 29  |
| 2 februari        | Frankrijk - Italië   | 33 - 12 |
| 3 februari, 14:00 | Ierland - Wales      | 54 - 10 |

### Tweede ronde
| Datum              | Wedstrijd          | Uitslag |
| ------------------ | ------------------ | ------- |
| 16 februari, 14:00 | Wales - Frankrijk  | 33 - 37 |
| 16 februari, 14:30 | Engeland - Ierland | 45 - 11 |
| 16 februari, 16:30 | Italië - Schotland | 12 - 29 |

### Derde ronde
| Datum          | Wedstrijd            | Uitslag |
| -------------- | -------------------- | ------- |
| 2 maart, 14:00 | Wales - Italië       | 44 - 20 |
| 2 maart, 16:00 | Ierland - Schotland  | 43 - 22 |
| 2 maart        | Frankrijk - Engeland | 20 - 15 |

### Vierde ronde
| Datum           | Wedstrijd             | Uitslag |
| --------------- | --------------------- | ------- |
| 23 maart, 14:00 | Ierland - Italië      | 32 - 17 |
| 23 maart, 14:30 | Engeland - Wales      | 50 - 10 |
| 23 maart, 16:00 | Schotland - Frankrijk | 10 - 22 |

### Vijfde ronde
| Datum          | Wedstrijd           | Uitslag |
| -------------- | ------------------- | ------- |
| 6 april, 14:45 | Frankrijk - Ierland | 44 - 5  |
| 6 april        | Wales - Schotland   | 22 - 27 |
| 7 april        | Italië - Engeland   | 9 - 45  |